# Halalaimus similis
Halalaimus similis är en rundmaskart som beskrevs av Allgen 1930. Halalaimus similis ingår i släktet Halalaimus och familjen Oxystominidae. Arten är reproducerande i Sverige. Inga underarter finns listade i Catalogue of Life.